# 維和島
維和島（いわじま）は、天草諸島の北部に浮かぶ島である。熊本県上天草市に属する。別名は千束蔵々島と呼ばれている。本項ではかつて同区域に所在した天草郡維和村（いわむら）についても述べる。

## 概要
島内では、産業としてクルマエビの養殖が盛んである。維和村の由来は「維レ和ス」を意味し、千束出身で登立村戸長（初代）の羽室義六が、千束と蔵々の両地区の和を第一に考え命名したといわれている。

## 自然
- 高山
- 大観山

## 歴史
- 幕末時点では天草郡上村に所属。
- 1874年（明治7年） - 上村の一部（千束蔵々島）が登立村に編入。
- 1881年（明治14年） - 登立村から分立して維和村となる。（戸数315戸、人口1828人）[1]
- 1889年（明治22年）4月1日 - 町村制施行に伴い、維和村が単独で自治体を形成。（戸数348戸、人口1972人）[1]
- 1954年（昭和29年）4月1日 - 維和村が登立町・上村・中村・湯島村と合併して大矢野町が発足。同町の大字となる。
- 2004年（平成16年）3月31日 - 大矢野町が龍ヶ岳町・松島町・姫戸町と合併して上天草市の一部が発足。同市大矢野町維和となる。

## 学校
- 上天草市立維和小学校
- 上天草市立維和中学校

## 交通

### 道路
- 東大維橋 - 野牛島東側との間に架かる。1975年（昭和50年）完成。野牛島西側では大矢野島との間に西大維橋が架かっており、天草地区の主要な島や九州本土から天草五橋・西大維橋・東大維橋を通じて維和島との間を陸路で往来することが可能である。

上記の東大維橋も国道や県道ではなく、島内に国道や県道はない。

### バス
現在は島内に通じるバス路線はない。
かつては、九州産交バス・産交バス普通便 三角-さんぱーる線が運行していたが、利用者の減少のため、廃止された。

## 観光名所
- 千崎古墳群
- 維和桜・花公園
- 外浦自然海岸